# La Ràpita (Vallfogona de Balaguer)
|  | Per a altres significats, vegeu «la Ràpita (desambiguació)». |

La Ràpita és un poble de Vallfogona de Balaguer situat al sud de la comarca de la Noguera. Compta amb una escola de primària, una església consagrada a la Sagrada Família, i una ermita dedicada a la patrona del poble, Santa Margarida, situada al mateix turó on és situat el castell d'origen àrab. Els orígens del poble són àrabs; possiblement, el seu nom prové de rabbita, originàriament un tipus de fortalesa militar, amb una marcada funció de guaita.

## Història

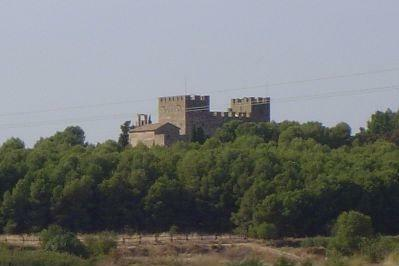
Castell de la Ràpita

El lloc possiblement ja estava habitat durant l'edat de bronze, com queda palès en les abundants ceràmiques trobades a la rodalia del turó que ocupa el castell. També s'hi han localitzat diversos bocins de ceràmica ibèrica en alguns murs del castell i a l'ermita situada prop d'aquest (a uns 200 m). Es conserva la torre ibèrica de guaita, de 10,60 m x 5,50 m. L'època romana també ha deixat petjada a la Ràpita: als voltants del castell, es conserven les restes d'un arc, a més d'abundant ceràmica (sigillata hispànica, vernís pompeià, campaniana…). Però la cultura que més petjada ha deixat ha estat la musulmana. L'any 711 els àrabs creuaven l'estret de Gibraltar, i amb poc temps arribaven als territoris que avui conformen les nostres contrades. A la ràpita, els àrabs van establir-se, al turó del castell, on sembla que van aprofitar la torre ibèrica i la van convertir en un lloc de repòs dedicat a l'oració, una mena de monestir musulmà fortificat (una ràbita). Les notícies escrites d'aquesta fortificació, però, es remunten al moment de la seva conquesta per part del comte d'Urgell, Ermengol IV i la seva esposa Adelaida, l'any 1090. L'any següent, els comtes atorgaren al monestir de santa María de Ripoll, "Rapitam que est ante Balager", per tal de construir-hi un monestir, cosa que sembla no es feu efectiva.
Anys més tard, Jaume II d'Urgell, el Dissortat, escollí el castell de la Ràpita per establir-hi el seu quarter general per presentar batalla al pretendent castellà a la Corona d'Aragó, Ferran d'Antequera. El cens més antic del qual es té constància data de l'any 1378, i atribueix 5 focs a la Ràpita.
Fou municipi independent fins a meitat del segle xix que s'incorporà a Vallfogona de Balaguer.

## Llocs d'interès
- Restes romanes
- Castell de la Ràpita, d'origen àrab.
- Església de la Sagrada Família
- Ermita Santa Margarita
- Creu de terme de la Ràpita